# Cacodemonius segmentidentatus
Cacodemonius segmentidentatus är en spindeldjursart som först beskrevs av Luigi Balzan 1887.  Cacodemonius segmentidentatus ingår i släktet Cacodemonius och familjen Withiidae. Inga underarter finns listade.